# Vincent Haquin
Vincent Haquin est un acteur, cascadeur et catcheur français.

## Biographie
Né en 1972, Vincent Haquin est un acteur aux multiples facettes. Dès son plus jeune âge, le sport fait partie intégrante de sa vie. D'abord catcheur, puis cascadeur, son jeu et son physique lui ouvrent une carrière d'acteur.
En tant que cascadeur, il a joué dans le film OSS 117 : Rio ne répond plus avec Jean Dujardin. Il a joué le rôle d'un entraîneur dans le film Les Reines du ring.

### Carrière de catcheur
En 2009, Vincent Haquin s'entraîne dans le centre sportif Pablo Picasso à Nanterre pour entamer une carrière de catcheur. Il dispute son premier match au sein de l'Association Professionnelle de Catch (APC) sous le nom de Vince Ventura, où il combat contre Blade au terme d'un match qui s'est terminé sans vainqueur. Le 13 juin 2010, il fait ses débuts à la Belgian Catch Wrestling Federation (BCWF). Le 13 octobre 2012, il bat Mickaël TaD à Calonne-Ricouart pour remporter le titre KPW (Kombat Pro Wrestling).

## Filmographie

### Acteur

#### Cinéma
- 2001 : La Tour Montparnasse infernale : le chef du GIGN
- 2001 : Yamakasi
- 2001 : J'ai faim !!! : le maître-nageur
- 2003 : Lovely Rita, sainte patronne des cas désespérés : Maurice
- 2004 : Albert est méchant : le deuxième vigile
- 2004 : L'Incruste, fallait pas le laisser entrer ! : le sbire costaud de Zoran
- 2005 : Danny the Dog : un voyou
- 2005 : L'Amour aux trousses : l'homme arrêté
- 2007 : Jacquou le Croquant : le berger costaud
- 2007 : Scorpion : le garde du corps de Boer
- 2008 : Largo Winch : un milicien
- 2009 : Banlieue 13 : Ultimatum : le gardien de la première cellule
- 2009 : OSS 117 : Rio ne répond plus : Blue Devil
- 2009 : La Horde : l'homme massif
- 2011 : Coup d'éclat
- 2011 : Les Aventures de Philibert, capitaine puceau : le grand Turc chauve
- 2012 : Mais qui a retué Pamela Rose ? : Thunderkiller
- 2013 : Demi-sœur : le tatoué
- 2013 : Duo d'escrocs : l'assistant
- 2014 : Supercondriaque : le sportif du café

#### Télévision
- 2005 : Sept jours au Groland : Jéromio (1 épisode)
- 2006 : Turbulences : l'homme de main
- 2009 : Suite noire : le troisième vigile (1 épisode)
- 2009 : PJ : Léonard Morand (1 épisode)
- 2010 : Trahie ! : le prisonnier
- 2011 : Rani : La Massue (3 épisodes)
- 2012 : Nicolas Le Floch : le colosse Tricotin (1 épisode)
- 2013 : Odysseus : Kiros (1 épisode)
- 2013 : Deux flics sur les docks : Gervais Berlin (1 épisode)
- 2014 : Métal Hurlant Chronicles : le premier policier (1 épisode)
- 2015 : Atlantis : Xanthos (1 épisode)
- 2018 : Peplum : La Folle histoire du mariage de Cléopâtre : Spartacus
- 2021 : Un homme d'honneur de Julius Berg : Détenu

### Cinéma
- 2001 : La Tour Montparnasse infernale
- 2001 : Le Baiser mortel du dragon
- 2002 : Le Raid
- 2002 : Le Boulet
- 2002 : Adolphe
- 2003 : La Beuze
- 2003 : Central Nuit (1 épisode)
- 2003 : Innocents
- 2004 : Un long dimanche de fiançailles
- 2004 : Banlieue 13
- 2005 : Virgil
- 2005 : Il ne faut jurer de rien
- 2006 : Les Brigades du Tigre
- 2006 : Poltergay
- 2007 : Truands
- 2007 : Scorpion
- 2007 : Gomez vs Tavarès
- 2007 : 3 amis
- 2007 : Un secret
- 2008 : Taken
- 2008 : JCVD
- 2008 : Babylon A.D.
- 2008 : Le Transporteur 3
- 2009 : La Horde
- 2009 : Cinéman
- 2010 : Le Baltringue
- 2010 : Blanc comme neige
- 2010 : Imogène McCarthery
- 2010 : La Princesse de Montpensier
- 2010 : Arthur 3 : La Guerre des deux mondes
- 2010 : À bout portant
- 2010 : Je n'ai rien oublié
- 2011 : Le Fils à Jo
- 2011 : Halal police d'État
- 2011 : Colombiana
- 2011 : Le Chant des sirènes
- 2011 : Rani (7 épisodes)
- 2012 : Les Infidèles
- 2012 : Profilage
- 2012 : Le Grand Soir
- 2012 : Astérix et Obélix : Au service de Sa Majesté
- 2012 : Chinese Zodiac
- 2013 : Nicolas Le Floch (2 épisode)
- 2013 : Denis
- 2013 : Jimmy P. (Psychothérapie d'un Indien des Plaines)
- 2013 : Demi-sœur
- 2013 : Les Reines du ring
- 2013 : La Marque des anges
- 2013 : Eyjafjallajökull
- 2014 : Caïn (1 épisode)
- 2014 : Duel au soleil (1 épisode)
- 2014 : Hunger Games : La Révolte, partie 1
- 2015 : Chefs (2 épisodes)
- 2015 : Moonwalkers (Ron Perlman)

## Spectacles
- 2000 - 2004 : Main Basse sur la Joconde (Parc Astérix)
- Disneyland Paris : Buffalo Bill's Wild West Show : Cow Boy/Clown/Bandit (Disney Village)
- La mer de sable - Théâtre la belle et la bête